# Michael Jenkins
Michael Jerome Jenkins (Kinston, Carolina del Norte, 6 de julio de 1986) es un exjugador de baloncesto estadounidense. Mide 1.91 metros de altura y jugaba en la posición de base. 

## Trayectoria deportiva
En 2008, tras terminar su periplo universitario en Winthrop Eagles, da el salto a Europa para convertirse en un auténtico trotamundos del baloncesto europeo tras pasar por Montenegro, Bélgica, Italia, Turquía.
En 2014 disputó la NBA Summer League con los Brooklyn Nets. Su buena actuación allí le dio la oportunidad de integrarse al equipo de pretemporada de los Oklahoma City Thunder, pero, antes de comenzar la temporada oficial de la NBA en octubre, fue desvinculado del plantel. De todos modos terminó uniéndose al Oklahoma City Blue en la NBA D-League, la liga directamente afiliada a la NBA.
En 2015 vuelve a Europa, donde realiza una gran temporada en el Istanbul BSB (15.9 puntos, 3.9 rebotes y 4 asistencias).
En verano de 2015 firma con el Türk Telekom B.K..
Anunció su retiro en junio de 2021.